# Ciclo di Pilato
Con Ciclo di Pilato si intende una serie di scritti apocrifi di varia datazione relativi a Ponzio Pilato. Diversi per genere (lettere, relazioni, tradizioni e racconti), sono accomunati dall'interesse diretto o indiretto per la figura di Pilato.
- Sentenza di Pilato
- Anafora di Pilato
- Paradosis di Pilato
- Lettere di Pilato e Erode
- Lettere di Pilato e Tiberio
- Vendetta del Salvatore
- Morte di Pilato
- Guarigione di Tiberio